# Mont-Saint-Pierre
Mont-Saint-Pierre är en bykommun (municipalité de village) i provinsen Québec i Kanada. Den ligger i regionen Gaspésie–Îles-de-la-Madeleine, i den östra delen av landet, 800 km nordost om huvudstaden Ottawa.